# Alexandra av Sachsen-Altenburg
Prinsessan Alexandra av Sachsen-Altenburg (Alexandra Friederike Henriette), i Ryssland kallad Alexandra Iosifovna, född 8 juli 1830 i Altenburg, död 6 juli 1911 i Sankt Petersburg, storfurstinna av Ryssland; gift i Sankt Petersburg 11 september 1848 med storfurst Konstantin Nikolajevitj av Ryssland. Dotter till hertig Josef av Sachsen-Altenburg och Amelie Theresa Luise av Württemberg.

## Biografi
Alexandra mötte Konstantin 1846, då han kom till Altenburg för att stanna i några år på förslag av sin farbrors fru storfurstinnan Elena Pavlovna, som även var Alexandras moster, och vars intellekt han beundrade. Konstantin beskrivs som intellektuell och liberal, Alexandra som temperamentsfull och konservativ, men de delade ett intresse för musik. Konstantin blev förälskad i Alexandra och paret förlovades 1846. 
Alexandra anlände till Ryssland 12 oktober 1847 och firades med offentliga välkomstceremonier i Sankt Petersburg. I februari 1848 konverterade hon till ortodoxin och antog namnet Alexandra Iosifovna; till skillnad från den vanliga seden valde hon ett patronymikon som reflekterade hennes far snarare än en dynastisk eller religiös betydelse. Paret mottog Marmorpalatset i Sankt Petersburg och använde det s.k. Konstantinpalatset i Strelna vid Finska viken om sommaren. Alexandra etablerade en skola för trädgårdskonst vid Strelna, där hon själv undervisade. 
Under 1860-talet avslutades parets förhållande i praktiken, delvis på grund av deras motsatta åsikter, och Alexandra fördjupade sig i mysticism i sin egen umgängeskrets medan Konstantin inledde andra kärleksrelationer; han fick i slutet av 1860-talet en dotter, Marie Condousso, med en annan. År 1868 inledde Konstantin ett förhållande med balettdansösen Anna Vasiljevna Kuznetsova, som han skulle komma att få fyra barn med; han köpte henne en bostad nära sitt hem och kallade Alexandra sin "regering-ärende-fru". Detta orsakade skandal och gav Alexandra allmän sympati. 
1874 inträffade en skandal då Alexandras äldste son dömdes skyldig till att ha stulit hennes juveler med sin amerikanska flickvän; han förklarades psykiskt sjuk och förvisades till Centralasien. 1889 drabbades Konstantin av ett slaganfall som förhindrade honom att tala och gå. Han blev då omhändertagen av Alexandra, som förbjöd honom kontakt med sin älskarinna och hans barn med denna. Han ska ha blivit så frustrerad över hennes nyvunna kontroll över honom att han slog efter henne med sin käpp.

## Barn

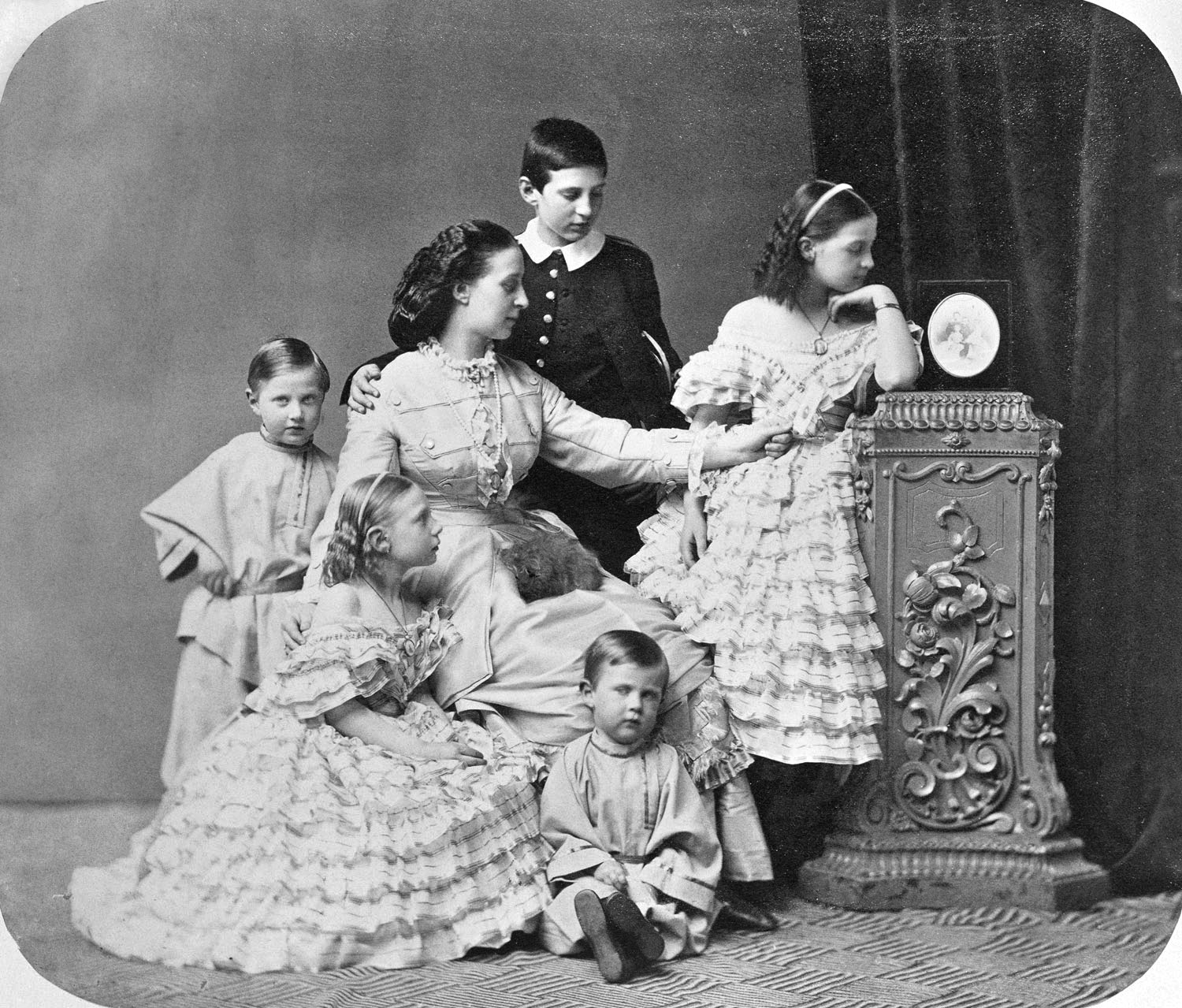
Alexandra med sina barn

- Nikolaj Konstantinovitj (1850-1918) gift morganatiskt i Tasjkent med Nadeshda Dreyer, senare skjuten av bolsjevikerna under revolutionen.
- Olga Konstantinovna av Ryssland (1851-1926) gift med Georg I av Grekland
- Vera Konstantinovna (1854-1912) gift med Eugen av Württemberg
- Konstantin Konstantinovitj (1858-1915) gift med Elisabeth av Sachsen-Altenburg (1865–1927)
- Dimitri Konstantinovitj (1860-1919)
- Vjatjeslav Konstantinovitj (1862-1879)